# Агуахито
Агуахито (исп. El Aguajito) — древний вулкан. Располагается на территории полуострова Калифорния, Мексика. Также известен под именем Санта-Ана.
Агуахито — кальдера, высотой 1300 метров. Простирается вдоль Калифорнийского залива на протяжении 10 км. Образует вулканическую дугу вулканических куполов, состоящих из андезитов и риолитов.
Извержения были связаны с выбросом игнимбритов на поверхность примерно 600-700 тысяч лет назад. Риолитовые купола образовались около 400-500 тысяч лет тому назад. Дацитовые купола, которые находятся в южной оконечности кальдеры более древние. На юге кальдеры расположены горячие источники. Сейсмичность и вулканическая активность в данном районе не была зафиксирована.